# Disavowed
A Disavowed holland death metal együttes.

## Története
A "Nocturnal Silence" nevű együttes romjain alakultak 2000-ben, Amszterdamban. A Nocturnal Silence 1994-ben alakult, és 2000-ben oszlott fel. A Disavowed először egy demót adott ki megalakulásának évében, 2000-ben. A zenekar a demón kívül két stúdióalbumot jelentetett meg.
Zenei hatásukként a Dying Fetus, Pyrexia, Vader és Suffocation zenekarokat jelölték meg.

## Tagok
- Robbe Kok - ének (2000-)
- Nils Berndsen - basszusgitár (2000-)
- Gerben van der Bij - gitár (2000-)
- Daniel van der Broek - gitár (2001-)
- Septimiu Harsan - gitár (2015-)

## Korábbi tagok
- Robbert Vrijenhoek - dob (2000-2005)
- Joel Sta - gitár, ének (2000)
- Romain Goulon - dob (2000)
- Morten Løwe Sørensen - dob (2009-2010)
- Kevin Foley - dob (2010-2015)

## Diszkográfia
- Point of Few (demó, 2000)
- Perceptive Deception (album, 2001)
- Stagnated Existence (album, 2007)